# Paříž–Nice 2023
81. ročník etapového cyklistického závodu Paříž–Nice se konal mezi 5. a 12. březnem 2023 ve Francii. Celkovým vítězem se stal Slovinec Tadej Pogačar z týmu UAE Team Emirates. Na druhém a třetím místě se umístili Francouz David Gaudu (Groupama–FDJ) a Dán Jonas Vingegaard (Team Jumbo–Visma). Závod byl součástí UCI World Tour 2023 na úrovni 2.UWT a byl šestým závodem tohoto seriálu.

## Týmy
Závodu se zúčastnilo všech 18 UCI WorldTeamů a 4 UCI ProTeamy. Týmy Israel–Premier Tech, Lotto–Dstny a Team TotalEnergies dostaly automatické pozvánky jako 3 nejlepší UCI ProTeamy sezóny 2022, další 1 UCI ProTeam (Uno-X Pro Cycling Team) pak byl vybrán organizátory závodu, Amaury Sport Organisation. Všechny týmy přijely se sedmi jezdci, celkem se tak na start postavilo 154 závodníků. Do cíle v Nice dojelo 117 z nich.
UCI WorldTeamy
- AG2R Citroën Team
- Alpecin–Deceuninck
- Arkéa–Samsic
- Astana Qazaqstan Team
- Bora–Hansgrohe
- Cofidis
- EF Education–EasyPost
- Groupama–FDJ
- Ineos Grenadiers
- Intermarché–Circus–Wanty
- Movistar Team
- Soudal–Quick-Step
- Team Bahrain Victorious
- Team DSM
- Team Jayco–AlUla
- Team Jumbo–Visma
- Trek–Segafredo
- UAE Team Emirates

UCI ProTeamy
- Israel–Premier Tech
- Lotto–Dstny
- Team TotalEnergies
- Uno-X Pro Cycling Team

## Trasa a etapy
| Etapa         | Datum         | Trasa                                                  | Vzdálenost          | Typ                 | Typ                 | Vítěz               |
| ------------- | ------------- | ------------------------------------------------------ | ------------------- | ------------------- | ------------------- | ------------------- |
| 1             | 5. března     | La Verrière – La Verrière                              | 169,4 km            |                     | Rovinatá etapa      | Tim Merlier (BEL)   |
| 2             | 6. března     | Bazainville – Fontainebleau                            | 163,7 km            |                     | Rovinatá etapa      | Mads Pedersen (DEN) |
| 3             | 7. března     | Dampierre-en-Burly – Dampierre-en-Burly                | 32,2 km             |                     | Týmová časovka      | Team Jumbo–Visma    |
| 4             | 8. března     | Saint-Amand-Montrond – La Loge des Gardes              | 164,7 km            |                     | Středně těžká etapa | Tadej Pogačar (SLO) |
| 5             | 9. března     | Saint-Symphorien-sur-Coise – Saint-Paul-Trois-Châteaux | 212,4 km            |                     | Rovinatá etapa      | Olav Kooij (NED)    |
| 6             | 10. března    | Tourves – La Colle-sur-Loup                            | 197,4 km            |                     | Zvlněná etapa       | Etapa zrušena       |
| 7             | 11. března    | Nice – Col de la Couillole                             | 142,9 km            |                     | Horská etapa        | Tadej Pogačar (SLO) |
| 8             | 12. března    | Nice – Nice                                            | 118,4 km            |                     | Středně těžká etapa | Tadej Pogačar (SLO) |
| Celková délka | Celková délka | Celková délka                                          | 1201,1 km 1003,7 km | 1201,1 km 1003,7 km | 1201,1 km 1003,7 km | 1201,1 km 1003,7 km |

## Průběžné pořadí
| Etapa          | Vítěz            | Celkové pořadí | Bodovací soutěž | Vrchařská soutěž | Soutěž mladých jezdců | Soutěž týmů           | Cena bojovnosti  |
| -------------- | ---------------- | -------------- | --------------- | ---------------- | --------------------- | --------------------- | ---------------- |
| 1              | Tim Merlier      | Tim Merlier    | Tim Merlier     | Neilson Powless  | Tadej Pogačar         | Trek–Segafredo        | Paul Ourselin    |
| 2              | Mads Pedersen    | Mads Pedersen  | Mads Pedersen   | Jonas Gregaard   | Tadej Pogačar         | EF Education–EasyPost | Jonas Gregaard   |
| 3              | Team Jumbo–Visma | Magnus Cort    | Mads Pedersen   | Jonas Gregaard   | Kelland O'Brien       | Team Jumbo–Visma      | neuděleno        |
| 4              | Tadej Pogačar    | Tadej Pogačar  | Tadej Pogačar   | Jonas Gregaard   | Tadej Pogačar         | Team Jayco–AlUla      | Lilian Calmejane |
| 5              | Olav Kooij       | Tadej Pogačar  | Mads Pedersen   | Jonas Gregaard   | Tadej Pogačar         | Team Jayco–AlUla      | Sandy Dujardin   |
| 6              | Etapa zrušena    | Tadej Pogačar  | Mads Pedersen   | Jonas Gregaard   | Tadej Pogačar         | Team Jayco–AlUla      | neuděleno        |
| 7              | Tadej Pogačar    | Tadej Pogačar  | Tadej Pogačar   | Jonas Gregaard   | Tadej Pogačar         | Team Jayco–AlUla      | Kobe Goossens    |
| 8              | Tadej Pogačar    | Tadej Pogačar  | Tadej Pogačar   | Jonas Gregaard   | Tadej Pogačar         | Team Jayco–AlUla      | Wout Poels       |
| Konečné pořadí | Konečné pořadí   | Tadej Pogačar  | Tadej Pogačar   | Jonas Gregaard   | Tadej Pogačar         | Team Jayco–AlUla      | neuděleno        |

- Ve 2. etapě nosil Sam Bennett, jenž byl druhý v bodovací soutěži, zelený dres, neboť lídr této klasifikace Tim Merlier nosil žlutý dres pro lídra celkového pořadí.
- Ve 3. etapě nosil Olav Kooij, jenž byl druhý v bodovací soutěži, zelený dres, neboť lídr této klasifikace Mads Pedersen nosil žlutý dres pro lídra celkového pořadí.
- V 5. etapě nosil Mads Pedersen, jenž byl druhý v bodovací soutěži, zelený dres, neboť lídr této klasifikace Tadej Pogačar nosil žlutý dres pro lídra celkového pořadí.
- V etapách 5, 7 a 8 nosil Matteo Jorgenson, jenž byl druhý v soutěži mladých jezdců, bílý dres, neboť lídr této klasifikace Tadej Pogačar nosil žlutý dres pro lídra celkového pořadí.
- V 8. etapě nosil Olav Kooij, jenž byl druhý v bodovací soutěži, zelený dres, neboť lídr této klasifikace Tadej Pogačar nosil žlutý dres pro lídra celkového pořadí.

## Konečné pořadí
| Legenda | Legenda                         | Legenda | Legenda                               |
| ------- | ------------------------------- | ------- | ------------------------------------- |
|         | Označuje lídra celkového pořadí |         | Označuje lídra soutěže mladých jezdců |
|         | Označuje lídra bodovací soutěže |         | Označuje lídra vrchařské soutěže      |

### Celkové pořadí
| Pořadí | Jezdec                 | Tým                     | Čas         |
| ------ | ---------------------- | ----------------------- | ----------- |
| 1      | Tadej Pogačar (SLO)    | UAE Team Emirates       | 24h 01' 38" |
| 2      | David Gaudu (FRA)      | Groupama–FDJ            | + 53"       |
| 3      | Jonas Vingegaard (DEN) | Team Jumbo–Visma        | + 1' 39"    |
| 4      | Simon Yates (GBR)      | Team Jayco–AlUla        | + 2' 14"    |
| 5      | Gino Mäder (SUI)       | Team Bahrain Victorious | + 2' 56"    |
| 6      | Neilson Powless (USA)  | EF Education–EasyPost   | + 3' 17"    |
| 7      | Romain Bardet (FRA)    | Team DSM                | + 3' 19"    |
| 8      | Matteo Jorgenson (USA) | Movistar Team           | + 3' 19"    |
| 9      | Pavel Sivakov (FRA)    | Ineos Grenadiers        | + 4' 05"    |
| 10     | Jack Haig (AUS)        | Team Bahrain Victorious | + 4' 56"    |

### Bodovací soutěž
| Pořadí | Jezdec                 | Tým                     | Body |
| ------ | ---------------------- | ----------------------- | ---- |
| 1      | Tadej Pogačar (SLO)    | UAE Team Emirates       | 65   |
| 2      | David Gaudu (FRA)      | Groupama–FDJ            | 41   |
| 3      | Olav Kooij (NED)       | Team Jumbo–Visma        | 34   |
| 4      | Jonas Vingegaard (DEN) | Team Jumbo–Visma        | 26   |
| 5      | Simon Yates (GBR)      | Team Jayco–AlUla        | 16   |
| 6      | Gino Mäder (SUI)       | Team Bahrain Victorious | 15   |
| 7      | Neilson Powless (USA)  | EF Education–EasyPost   | 11   |
| 8      | Romain Bardet (FRA)    | Team DSM                | 11   |
| 9      | Matteo Jorgenson (USA) | Movistar Team           | 9    |
| 10     | Magnus Cort (DEN)      | EF Education–EasyPost   | 9    |

### Vrchařská soutěž
| Pořadí | Jezdec                 | Tým                     | Body |
| ------ | ---------------------- | ----------------------- | ---- |
| 1      | Jonas Gregaard (DEN)   | Uno-X Pro Cycling Team  | 45   |
| 2      | Tadej Pogačar (SLO)    | UAE Team Emirates       | 32   |
| 3      | David Gaudu (FRA)      | Groupama–FDJ            | 15   |
| 4      | Pascal Eenkhoorn (NED) | Lotto–Dstny             | 11   |
| 5      | Wout Poels (NED)       | Team Bahrain Victorious | 10   |
| 6      | David de la Cruz (ESP) | Astana Qazaqstan Team   | 9    |
| 7      | Sandy Dujardin (FRA)   | Team TotalEnergies      | 8    |
| 8      | Jonas Vingegaard (DEN) | Team Jumbo–Visma        | 5    |
| 9      | Oliver Naesen (BEL)    | AG2R Citroën Team       | 5    |
| 10     | Anders Skaarseth (NOR) | Uno-X Pro Cycling Team  | 5    |

### Soutěž mladých jezdců
| Pořadí | Jezdec                    | Tým                    | Čas         |
| ------ | ------------------------- | ---------------------- | ----------- |
| 1      | Tadej Pogačar (SLO)       | UAE Team Emirates      | 24h 01' 38" |
| 2      | Matteo Jorgenson (USA)    | Movistar Team          | + 3' 19"    |
| 3      | Kévin Vauquelin (FRA)     | Arkéa–Samsic           | + 14' 52"   |
| 4      | Michel Ries (LUX)         | Arkéa–Samsic           | + 35' 50"   |
| 5      | Anthon Charmig (DEN)      | Uno-X Pro Cycling Team | + 41' 20"   |
| 6      | Kevin Vermaerke (USA)     | Team DSM               | + 43' 04"   |
| 7      | Clément Champoussin (FRA) | Arkéa–Samsic           | + 43' 16"   |
| 8      | Matis Louvel (FRA)        | Arkéa–Samsic           | + 51' 26"   |
| 9      | Matthew Dinham (AUS)      | Team DSM               | + 51' 48"   |
| 10     | Brent Van Moer (BEL)      | Lotto–Dstny            | + 51' 48"   |

### Soutěž týmů
| Pořadí | Tým                      | Čas         |
| ------ | ------------------------ | ----------- |
| 1      | Team Jayco–AlUla         | 71h 18' 58" |
| 2      | Team Bahrain Victorious  | + 10' 12"   |
| 3      | Groupama–FDJ             | + 16' 43"   |
| 4      | AG2R Citroën Team        | + 20' 19"   |
| 5      | Team Jumbo–Visma         | + 32' 09"   |
| 6      | Ineos Grenadiers         | + 34' 02"   |
| 7      | Movistar Team            | + 40' 51"   |
| 8      | Intermarché–Circus–Wanty | + 48' 01"   |
| 9      | Astana Qazaqstan Team    | + 49' 33"   |
| 10     | Team DSM                 | + 51' 16"   |